# Монаково (Белгородская область)
Монако́во — село в Старооскольском городском округе Белгородской области России. Входит в Долгополянскую сельскую территорию.

## Название
Село названо по фамилии первопоселенца.

## География
Находится в 16 км к юго-западу от Старого Оскола и в 105 км к северо-востоку от Белгорода. С севера находится историческая местность Деревня.
Уличная сеть села включает в себя 1 переулок и 11 улиц: Центральный пер., ул. Весенняя, ул. Радужная, ул. Раздольная, ул. Родниковая, ул. Садовая, ул. Солнечная, ул. Тенистая, ул. Цветочная, ул. Центральная, ул. Школьная, ул. Южная.

## История
Основано как починок не ранее 1613 года, впервые упоминается в архивных документах 1615 года. Первопоселенцем был Лукьян Семёнович Монаков, его фамилия и закрепилась в названии селения.
По данным 10-й ревизии в Монаково проживало  «262 души мужского пола». В 1885 году в Монаково, Старооскольского уезда Долгополянской волости, было 98 дворов, принадлежавших четверным государственным крестьянам, насчитывалось 659 жителей.
В 1900 построили школу, в которой в 1907 году обучалось 48 учеников.
Имелась мельница «с нефтяным двигателем» крестьянина Василия Игнатьевича Монакова. Она располагалась в каменном здании, крытом железом. Мощность двигателя составляла 25 лошадиных сил, было 2 мукомоольных постава и 1 бечевой станок для просяной рушки, 5 ступ для просяной толчеи и 6 толкачей для замашной толчеи.
С 1928 году Монаково в составе Долгополянского сельсовета Старооскольского района. В 1932 году проживало 1002 жителя.
В 1995 году в Монаково работали: средняя и музыкальная школы, Дом культуры, детский сад, акционерное общество, несколько фермерских хозяйств.

## Население
| 2002 | 2010  |
| ---- | ----- |
| 1089 | ↗1098 |

## Инфраструктура
- Личное подсобное хозяйство с зоной сельскохозяйственного использования, индивидуальная застройка усадебного типа.

- Монаковская школа.

## Транспорт
Автобусное сообщение с райцентром, городом Старый Оскол. 